# Гидроксид бария
Гидрокси́д ба́рия (е́дкий бари́т или ба́риевая щёлочь, химическая формула — Ba(OH)2) — химическое неорганическое соединение, проявляющее сильные основные свойства. Насыщенный водный раствор гидроксида бария называется «бари́товой водо́й».

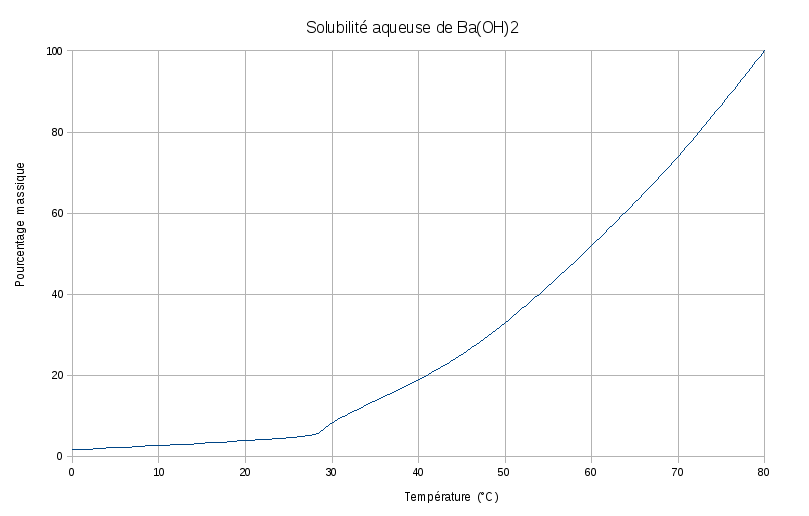
Растворимость гидроксида бария

## Физические свойства
Гидроксид бария при стандартных условиях представляет собой бесцветные кристаллы. Гигроскопичен. Не растворим в спирте, но растворим в воде. Образует кристаллогидраты с одной, двумя, семью и восемью молекулами воды. Гидроксид бария токсичен, ПДК составляет 0,5 мг/м3.

## Получение
1. Взаимодействие металлического бария с водой:
{\displaystyle {\mathsf {Ba+2H_{2}O\longrightarrow \ Ba(OH)_{2}+\ H_{2}\uparrow }}}
2. Взаимодействие оксида бария с водой:
{\displaystyle {\mathsf {BaO+\ H_{2}O\longrightarrow \ Ba(OH)_{2}}}}
3. Взаимодействие сульфида бария с горячей водой:
{\displaystyle {\mathsf {BaS+2H_{2}O\longrightarrow \ Ba(OH)_{2}+\ H_{2}S\uparrow }}}

## Химические свойства
1. Взаимодействие с кислотами с образованием соли и воды (реакция нейтрализации):
{\displaystyle {\mathsf {Ba(OH)_{2}+2HBr\longrightarrow \ BaBr_{2}+2H_{2}O}}}
{\displaystyle {\mathsf {Ba(OH)_{2}+\ H_{2}SO_{4}\longrightarrow \ BaSO_{4}\downarrow +2H_{2}O}}}
2. Взаимодействие с кислотными оксидами с образованием соли и воды:
{\displaystyle {\mathsf {Ba(OH)_{2}+\ CO_{2}\longrightarrow \ BaCO_{3}\downarrow +\ H_{2}O}}}
{\displaystyle {\mathsf {Ba(OH)_{2}+\ SO_{3}\longrightarrow \ BaSO_{4}\downarrow +\ H_{2}O}}}
3. Взаимодействие с амфотерными оксидами:
{\displaystyle {\mathsf {Ba(OH)_{2}+\ ZnO+\ H_{2}O\longrightarrow \ Ba[Zn(OH)_{4}]+\ H_{2}O}}}
4. Взаимодействие с солями:
{\displaystyle {\mathsf {Ba(OH)_{2}+\ K_{2}SiO_{3}\longrightarrow \ 2KOH+\ BaSiO_{3}\downarrow }}}

## Применение
Гидроксид бария применяют в виде баритовой воды как реактив на SO42− и CO32− (сульфат- и карбонат-ионы), для очистки растительных масел и животных жиров, как компонент смазок, для удаления SO42− (сульфат-ионов) из промышленных растворов, получения солей бария, а также гидроксидов рубидия и цезия из их сульфатов и карбонатов.